# Tadschi
Tadschi (arabisch التاجي, DMG at-Tāǧī) ist eine irakische Stadt im Distrikt Taji im Gouvernement Salah ad-Din. Sie liegt etwa 25 Kilometer nördlich von der Stadt Bagdad.
2003 hatte Tadschi eine Bevölkerung von 143.794 Menschen.

## Infrastruktur
In Tadschi befindet sich mit dem Camp Taji eine große Militärbasis, auf irakische Soldaten stationiert sind mit denen der Vereinigten Staaten, Australiens und Neuseeland.
Außerdem befindet sich das Hut-Gefängnis in der Stadt. Auf dieses wurde am Morgen das 28. November 2011 ein Selbstmordanschlag mit einer Autobombe verübt. Dabei starben elf Menschen und mehr als 20 wurden verletzt.
Am 15. Mai 2016 greifen Selbstmordattentäter der Terrororganisation Islamischer Staat das 2012 durch die URUK Engineering & Contracting Co. neu gebaute Gaskraftwerk an. Dabei werden mindestens 11 Menschen getötet und 22 weitere verletzt.
Nach den Raketenangriffen der Iraner auf mehrere US-Basen im Irak, als Vergeltung für die Tötung von Qasem Soleimani am 3. Januar 2020 auf Befehl des US-Präsidenten Donald Trump, wurde die Bundeswehr aus Tadschi ab 7. Januar 2020 abgezogen.
Beim Reinigen seines Gewehrs im Unterkunftsbereich des Standortes Tadschi habe sich am 3. März ein Schuss aus dem G36 eines Soldaten gelöst, berichtete das Einsatzführungskommando in Potsdam. Der Schuss habe zwei andere deutsche Soldaten  am Bein verletzt.

### Anschläge 2020
Am 11. März 2020 landeten 15 Raketen im Camp Taji und töteten zwei Amerikaner.  Weitere 14 erlitten Verwundungen.
Am 14. März 2020 schlugen mehr als 25 107mm Kaliber Raketen ein und verwundeten sieben Soldaten.
Als Reaktion auf die Anschläge erwogen die evangelikalen Falken um Pompeo und Grenell Vergeltungsschläge gegen Iran.